# 99分女朋友
《99分女朋友》是一部由优酷、浙江东阳辣骄传媒有限公司出品，由钟青执导，赵弈钦、厉嘉琪主演的都市美妆剧。该剧于2020年6月17日在优酷播出。

## 播出时间
| 频道 | 所在地 | 播出日期      | 播出时间                                                     |
| ---- | ------ | ------------- | ------------------------------------------------------------ |
| 优酷 | 中国   | 2020年6月17日 | 每周三、周四更新两集，会员提前看。7月2日起，会员付费超前点播 |

## 剧情
本剧讲述带疤化妆师孟茴和抠门总裁沈亿之间的爱情故事。

## 演员列表

### 主要演员
| 演員                | 角色 | 介紹 |
| 赵弈钦 童年：徐崴羅 | 沈亿 | 孟茴的丈夫、魏蕾的前男友、隋岸死黨。史上最摳門總裁。法拉利耗油、保時捷送修，公交出行計較投幣比刷卡多兩毛錢，卻談著一億飄十億的生意。投一行賺一行唯有化妝品公司虧錢，仍憑一人之力養活整個LS公司，只為研發出一款能遮住傷疤的粉底液，找到小時候被他誤傷的女孩彌補過失。殊不知那個女孩正用一種滑稽的方式闖入他的生命。           |
| 厉嘉琪 童年：俞馨妍 | 孟茴 | 沈億的妻子，魏蕾、阿桃的閨密、許星瑤的情敵。人氣美妝測評博主兼化妝師。一場校園事故令她臉上留下一道蒙上陰影的疤痕，一旦遭受的壓力突破心理閾值，就會觸發妄想症的開關。這一回她“碰瓷”了LS公司總裁沈億，把自己依次幻想成沈億女友、LS總裁、沈億妹妹、隨岸女朋友，甚至結婚十年的妻子，憑藉精分外掛，從沈億的口袋裡摳出了錢和愛情。 |

### 其他演员
| 演員                | 角色       | 介紹 |
| 樊治欣 童年：李澤宇 | 隋岸       | 整容医生，沈亿死党，魏蕾的男朋友。                                                                                             |
| 何美璇              | 魏蕾       | 整容模特，后成为孟茴闺蜜，隋岸的女朋友。                                                                                       |
| 蒲萄                | 阿桃       | 心理医生，孟茴闺蜜。接受蔣姜表白，成為蔣姜女朋友,後為蔣姜的妻子。                                                              |
| 苏泽林              | 蒋姜       | 沈亿助理。向阿桃表白，成為阿桃男朋友,後為阿桃的丈夫。                                                                          |
| 程慕轩              | 许星瑶     | 沈亿的事业伙伴，喜歡沈亿,曾多次破壞沈億和孟茴的关系。                                                                          |
| 庹宗華              | 沈千山     | 沈亿父亲。 |
| 杨明娜              | 姚雪岚     | 沈千山的再婚妻子。 |
| 王嵛                | 夏妍(小疤) | 利用自己臉上的傷疤，讓沈億以為自己就是他小時候傷害的那個女孩。在一次請沈億幫忙尋找住所時被孟茴看到，意外觸發孟茴的應激障礙症。 |
| 胡原君              | 沈億媽     | |
| 顏景瑤              | 孟茴媽     | |
| 庄茱凌              | 小美       | |
| 高凱元              | 蘇子薪     | |
| 楊斯羽              | 莫曉琪     | 人力總監 |
| 李雪凱              | 李斯       | 市場監測員 |
| 李斌                | 鐘落海     | 財務總監 |
| 海佟                | 高一德     | 產品工程師 |
| 常遠                | 李露露     | 行政助理 |
| 李宏磊              | 杜楠       | 導演 |
| 韓欣桐              | 馬梅       | 製片人 |
| 馥旖                | 辛娜拉     | 策劃 |
| 趙赫軒              | 王大武     | 市場推廣 |
| 張依然              | 梁爾       | 策劃主管 |
| 宋元元              | 藍依依     | 會計 |
| 甯詩                | 韓雪       | 辦公室主任 |
| 高善澈              | 鄧肯       | 研究員 |
| 曹安迪              | 蔣助理     | |
| 遲艾平              | 張嫂       | |
| 林伽怡              | 女評委     | |

### 各集簡介
| 集數       | 簡介                         |
| 第一集     | 粉底、善意的謊言             |
| 第二集     | 遮瑕，被掩蓋的真相           |
| 第三集     | 100塊的眼線筆，證明我在乎你  |
| 第四集     | 卸妝水檢驗真愛               |
| 第五集     | 小樣兒，超值大放送           |
| 第六集     | 護手霜默默無聞               |
| 第七集     | 眼影，每天一場角色扮演       |
| 第八集     | 成也眉毛，敗也眉毛           |
| 第九集     | LS，有瑕的美                 |
| 第十集     | 各司其職的化妝刷             |
| 第十一集   | 口紅，讓愛情有了輪廓         |
| 第十二集   | 腮紅，戀愛的氛圍             |
| 第十三集   | 紋身貼，給生活加點料         |
| 第十四集   | 袪痘or防曬、二送一           |
| 第十五集   | 淚水，是天然的眼妝           |
| 第十六集   | 眉毛雨衣，共同承受風雨       |
| 第十七集   | 氣墊，八倍速戀愛             |
| 第十八集   | 脫妝，遲來的真相             |
| 第十九集   | 抗衰，只是在拖延時間         |
| 第二十集   | 如果可以，讓我活在美顏相機裡 |
| 第二十一集 | 素顏，寫在臉上的失望         |
| 第二十二集 | 好不好看，我說了算           |
| 第二十三集 | 你臉上的疤，我心底的傷       |
| 第二十四集 | 精華，重啟歲月的開關         |

## @白日夢想家語錄
| 集數   | 語錄 |
| 第1集  | 粉底是化妝的基礎，信任是愛情的起點。                                                                                             |
| 第2集  | 瑕疵有時是雀斑，是痘痘，是傷痕，有時是不願意被人看到的真相。                                                                     |
| 第3集  | 如果你只有10分的真心，就無法換到對方100分的真意。                                                                                |
| 第4集  | 當我們去掉偽裝，就有了新的開始。                                                                                                 |
| 第5集  | 感情就像小樣兒，點點滴滴加在一起，就會有超過正裝的分量。                                                                         |
| 第6集  | 我們從來不曾關注過護手霜有什麼作用，因為它太安靜了。可當它的好處慢慢顯現出來，你才發現，它給你的呵護必不可少。                   |
| 第7集  | 眼影是一道心理暗示，它在提醒你，今天的你是誰。                                                                                   |
| 第8集  | 眉形是一副妝容的靈魂，眉毛好看妝容就更立體，眉毛太突出妝容就不自然。哎，我就是這條眉毛。                                         |
| 第9集  | 這個世界上沒有完美無瑕的人，因為瑕疵也是一種美，但能這麼想的人，我覺得他們都很完美。                                             |
| 第10集 | 不同的刷子有不同的作用，好的化妝師，會熟練使用每一支刷具。老板也是。                                                             |
| 第11集 | 不同的口紅色號對付不同的麻煩，昨天是低調豆沙紅，今天是霸道烈焰紅，明天是元氣鮮橘紅。                                             |
| 第12集 | 腮紅是一道保護色。它在真實的情感基礎上加了一層羞澀。但有時候，障眼法若是太過，我們就看王到真相。                                 |
| 第13集 | 紋身貼有時候是點睛之筆，有時候是狗皮膏藥。                                                                                       |
| 第14集 | 含水楊酸的抗痘產品很好，帶氧化鋅的防曬也很好，但是他們成分不相容，放在一起用，搓泥。                                             |
| 第15集 | 再復染的眼妝，也不及你看向我的堅定目光。                                                                                         |
| 第16集 | 眉毛雨衣讓我們時刻準備好迎接生活中的每一場暴風雨，但對愛情來說，有時那個為你擋風遮雨的人，本身就是風雨。                         |
| 第17集 | 如果基礎沒有打好，所有的補救都是粉飾太平。                                                                                       |
| 第18集 | 注定斑駁的妝容，定妝也無于事無補。                                                                                               |
| 第19集 | 用盡一切辦法抵抗衰老，卻抵擋不住時間的印記。                                                                                     |
| 第20集 | 有時候我也想活在美顏相機裡，不管是懶得洗頭，還是不想化妝，就算陰天暴雨，打開濾鏡也都是陽光萬里。可是關掉相機，我們都得回到現實。 |
| 第21集 | 愛情，就是最好的化妝品。 |
| 第22集 | 美麗的源動力，是人為悅己者容。                                                                                                   |
| 第23集 | 我們都為彼此放棄了自己最珍貴的東西，麥琪的禮物，只有相愛的人才能收到。                                                           |
| 第24集 | 化妝掩飾傷痕，愛治愈傷痕。 |

## 電視原聲帶
| 曲序 | 曲目                                |                      | 作曲   | 演唱   |
| ---- | ----------------------------------- | -------------------- | ------ | ------ |
| 1.   | 《不完美又怎樣》（片頭曲）          | 汪析、何小庭、林喬   | 單小源 | 黃雅莉 |
| 2.   | 《極星》（片頭曲）                  | 龔釗                 | 陳雪燃 | 陳雪燃 |
| 3.   | 《99分女孩》（插曲）                | 明天                 | 陳雪燃 | 弦子   |
| 4.   | 《回旋時間 Turn It Around》（插曲） | 明天 Jennifer Foster | 陳雪燃 | 許靖韵 |
| 5.   | 《快談戀愛》（插曲）                | 何小庭、汪析、林喬   | 開開   | 金莎   |